# Elizabeth Morehead
Elizabeth Morehead é uma atriz estadunidense, mais conhecida por suas participações em séries de televisão, como Flipper e One World. Outros programas que contaram com a sua participação foram ER, NCIS, Profiler, Without a Trace, e mais notavelmente, Seinfeld, onde interpretou uma namorada de George.

## Filmografia

### Televisão
- 2004 Judging Amy como Nora Kinrich
- 2003 The Agency como Traci Walder
- 2003 The Practice como Julia Hepler
- 2003 ER como Sra. Simmons
- 2001 One World como Karen Blake
- 1999 Profiler como Nora Banks
- 1999 The Pretender como Nora Banks
- 1998 From the Earth to the Moon como Tracy Cernan
- 1997 Flipper como Dr. Jennifer Daulton
- 1993 Herman's Head como Diane Mason
- 1992 Seinfeld como Noel
- 1991 Dear John como Donna

### Cinema
- 2007 The Reflecting Pool como Maggie Cooper
- 1999 Five Aces como Lauren Ely-Davi
- 1998 Sand Trap como Margo Yeager
- 1992 Interceptor como Maj. Janet Morgan
- 1991 Whore como Katie
- 1990 Funny About Love como Kathryn